# Полянин, Иван Васильевич
Ива́н Васи́льевич Поля́нин (20 августа 1920, Шишур, Кадамская волость, Яранский уезд, Вятская губерния, Российская империя — 18 декабря 1999, Йошкар-Ола, Марий Эл, Россия) — марийский советский государственный и хозяйственный деятель. Депутат Верховного Совета СССР V созыва (1958—1962). Член ВКП(б) с 1943 года. Участник Великой Отечественной войны.

## Биография
Родился 20 августа 1920 года в дер. Шишур ныне Новоторъяльского района Марий Эл.
После окончания начальной школы в 1932 году начал работать в колхозе имени К. Маркса в родной деревне. В 1939—1940 годах работал трактористом Пектубаевской МТС Новоторъяльского района Марийской АССР.
В 1940 году призван в РККА. Участник Великой Отечественной войны: тракторист 515 гаубичного артиллерийского полка, сержант. Участник обороны Москвы, взятия Будапешта. В 1943 году принят в ВКП(б). Демобилизовался из армии в 1946 году. Награждён орденом Отечественной войны I степени и медалями, в том числе медалью «За отвагу» (дважды).
После демобилизации вернулся на работу в Пектубаевскую МТС. С 1958 года работал в колхозе «40 лет Октября»: комбайнёр, с 1965 года — заместитель председателя, в 1975—1987 годах — инженер по трудоёмким процессам.
В 1958—1962 годах избирался депутатом Верховного Совета СССР V созыва.
За достижения в области сельского хозяйства награждён орденами Октябрьской Революции, «Знак Почёта», медалями, а также пятью почётными грамотами Президиума Верховного Совета Марийской АССР.
Скончался 18 декабря 1999 года в Йошкар-Оле.

## Награды
- Орден Октябрьской Революции (1973)[1]
- Орден «Знак Почёта» (1966)[1]
- Орден Отечественной войны I степени (1985)[3]
- Медаль «За отвагу» (05.07.1942; 04.05.1945)[3]
- Медаль «За оборону Москвы» (01.05.1944)[3]
- Медаль «За победу над Германией в Великой Отечественной войне 1941—1945 гг.» (09.05.1945)[3]
- Медаль «За взятие Будапешта» (09.06.1945)[2]
- Медаль «За доблестный труд. В ознаменование 100-летия со дня рождения Владимира Ильича Ленина»[1]
- Почётная грамота Президиума Верховного Совета Марийской АССР (1953, 1954, 1955, 1957, дважды)[1]